# Roland Schimmelpfennig

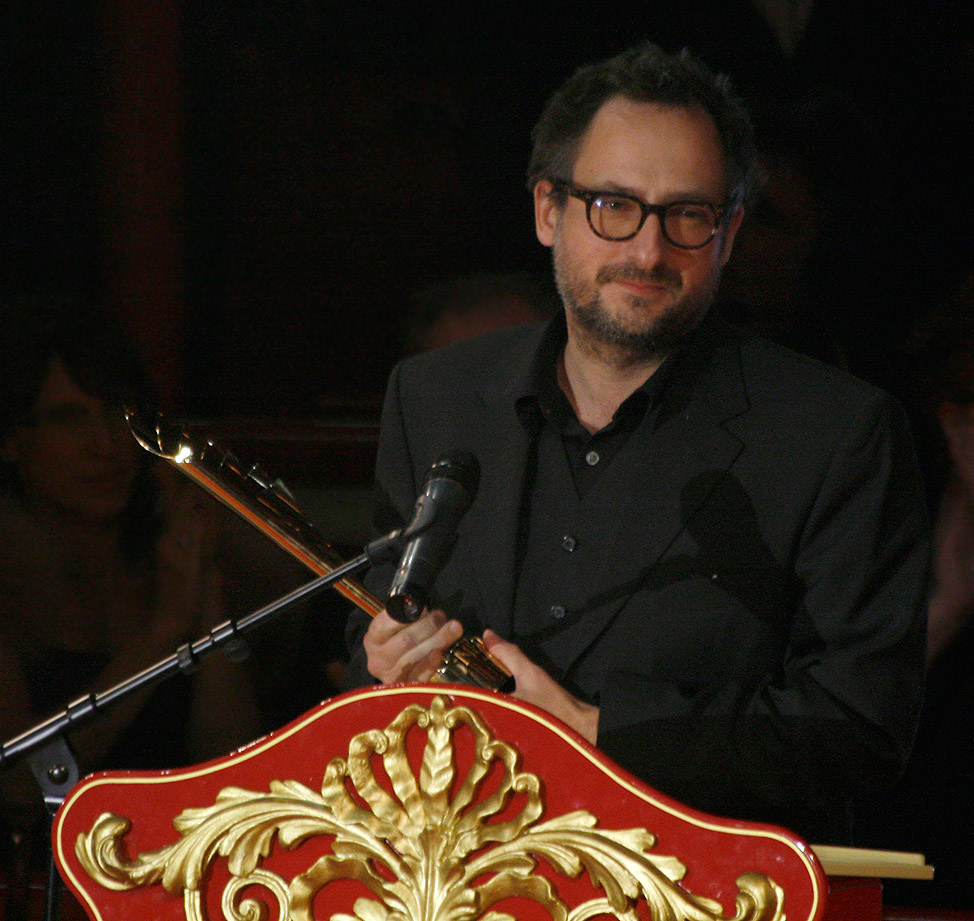
Roland Schimmelpfennig (Nestroy-Theaterpreis 2009)

Roland Schimmelpfennig (* 19. September 1967 in Göttingen) ist ein deutscher Schriftsteller und Dramaturg. Schimmelpfennig ist einer der meistgespielten Gegenwartsdramatiker Deutschlands. Seine Stücke werden in über 40 Ländern aufgeführt.

## Leben
Roland Schimmelpfennig wurde in Göttingen geboren und arbeitete nach dem Abitur als Journalist in Istanbul. 1990 begann er eine Regie-Ausbildung an der Otto-Falckenberg-Schule in München. Nach dem Abschluss wurde er Regieassistent und später Mitarbeiter der künstlerischen Leitung an den Münchner Kammerspielen. Er arbeitete außerdem an der Berliner Schaubühne, dem Wiener Burgtheater und am Deutschen Theater Berlin. Im Wintersemester 2012/13 übernahm Schimmelpfennig die 2. Saarbrücker Poetikdozentur für Dramatik an der Universität des Saarlandes, in deren Rahmen er in drei öffentlichen Vorträgen im Januar 2013 seinen Begriff des Theaters erläuterte.
2000, 2001, 2002, 2003, 2005, 2009, 2023 und 2024 wurde jeweils sein neues Stück zu den Mülheimer Theatertagen eingeladen.

## Werke
Theaterstücke
- Die ewige Maria, UA: 27. Januar 1996, Theater Oberhausen
- Keine Arbeit für die junge Frau im Frühlingskleid, UA: 4. April 1996, Münchner Kammerspiele
- Die Zwiefachen, UA: 6. Juni 1997, Münchner Kammerspiele
- Aus den Städten in die Wälder, aus den Wäldern in die Städte, UA: 25. April 1998, Staatstheater Mainz
- Fisch um Fisch, UA: 8. Mai 1999, Staatstheater Mainz
- Vor langer Zeit im Mai, UA: 13. März 2000, Schaubühne am Lehniner Platz, Berlin
- MEZ, UA: 5. Mai 2000, Schaubühne am Lehniner Platz, Berlin
- Die arabische Nacht, UA: 3. Februar 2001, Staatstheater Stuttgart
- Push Up 1-3, UA 10. November 2001, Schaubühne am Lehniner Platz, Berlin
- Vorher/Nachher, UA: 22. November 2002, Hamburg
- Alice im Wunderland, UA: 31. Mai 2003, Schauspielhaus Hannover, 2006 „Schule des Theaters“ in Wien, 2008 Deutsches Theater Berlin (Regie: Roland Schimmelpfennig)
- Für eine bessere Welt, UA: 4. Oktober 2003, Schauspielhaus Zürich
- Die Frau von früher, Auftragsarbeit für das Burgtheater, UA: 12. September 2004, Wiener Akademietheater
- Ambrosia, UA 24. September 2005, Schauspiel Essen
- Angebot und Nachfrage, UA: 4. November 2005, Schauspielhaus Bochum
- Auf der Greifswalder Straße, UA: 27. Januar 2006, Deutsches Theater Berlin
- Körperzeit, nach dem Roman The Body Artist von Don DeLillo, UA: 11. April 2007, Theater am Neumarkt Zürich
- Ende und Anfang, UA: 6. Oktober 2006, Wiener Akademietheater
- Besuch bei dem Vater, Schauspielhaus Bochum, Staatstheater Nürnberg in der Spielzeit 07/08. Österreichische Erstaufführung am 20. November 2008 im Theater in der Josefstadt.
- Das Reich der Tiere, UA: 1. September 2007, Deutsches Theater Berlin
- Start Up, Auftragswerk für das German Theater Abroad (GTA), UA 12. Oktober 2007 New York City, 14. Oktober 2007 Nationaltheater Mannheim
- Vorher/Nachher, Thalia Theater (Halle)
- Calypso, UA: 28. Februar 2008, Schauspielhaus Hamburg
- Hier und Jetzt, 25. April 2008, Schauspielhaus Zürich
- Idomeneus, UA: 15. Juni 2008, Bayerisches Staatsschauspiel München (zur Wiedereröffnung des Cuvilliés-Theaters)
- Der goldene Drache, UA: 5. September 2009, Wiener Akademietheater[3]
- Der Elfte Gesang, UA: 27. Februar 2010, Schauspielhaus Bochum
- Das Weiße Album nach The Beatles, UA: 6. Februar 2010, Schauspiel Frankfurt
- Peggy Pickit sieht das Gesicht Gottes, UA: 19. November 2010, Deutsches Theater Berlin
- Vier Himmelsrichtungen, UA: 30. Juli 2011, Salzburger Landestheater, Salzburg im Rahmen der Salzburger Festspiele
- Das fliegende Kind, UA: 4. Februar 2012, Burgtheater Wien, Akademietheater
- Die Straße der Ameisen, UA 2014, Teatro Llaurador, Havanna
- An und Aus, UA 4. Juni 2013, New National Theatre Tokio
- Spam, UA: 24. Mai 2014, Deutsches Schauspielhaus Hamburg
- Das schwarze Wasser, UA: 10. Januar 2015, Nationaltheater Mannheim
- Wintersonnenwende, UA: 17. Januar 2015, Königliches Dramatisches Theater
- Esta noche todo sera differente, UA 2016, Centro Brecht, Havanna
- Das große Feuer, UA: 22. Januar 2017, Nationaltheater Mannheim
- Der Tag, als ich nicht ich mehr war, UA: 12. Januar 2018, Deutsches Theater Berlin[4]
- Odyssee, UA: 15. September 2018, Staatsschauspiel Dresden[5]
- Hundert Songs, UA: 23.3.2019, Örebro Teater
- Der Riss durch die Welt, UA 8. November 2019, Bayerisches Staatsschauspiel
- Der Zinnsoldat und die Papiertänzerin, UA: 16. November 2019, Theater an der Parkaue
- Der halbe Mond, UA: 25.9.2020, Malmö Stadteater
- Der Kreis um die Sonne, UA: 29. Mai 2021, Residenztheater in München[6]
- Siebzehn Skizzen aus der Dunkelheit, UA: 10. Juli, Schauspielhaus Stuttgart
- Das Märchen von der kleinen Meerjungfrau, UA: 7. Oktober 2022, Theater Heidelberg
- Anthropolis, UA: 15. September 2023, Deutsches Schauspielhaus Hamburg[7]

Hörspiele
- 1998 Die Aufzeichnung, Regie: Ulrich Lampen (SWF)
- 1999 Die Taxiterroristin - Drei Filme für den Preis von einem, Regie: Walter Adler (SWR)
- 2000 Krieg der Wellen, Regie: Klaus Buhlert (HR)
- 2001 Die arabische Nacht, Regie: Klaus Buhlert (HR/WDR)
- 2001 vorher/nachher, Regie: der Autor (HR/TAT)
- 2003 Angebot und Nachfrage, Regie: Leonhard Koppelmann (HR/WDR)
- 2004 Für eine bessere Welt, Regie: Leonhard Koppelmann (HR) - Hörspiel des Jahres
- 2008 Krim-Krieg in Wiesbaden (Reihe Radio-Tatort), Regie: Niki Stein (HR)
- 2010 Auf der Greifswalder Straße, Regie: Felicitas Braun, Hannan Ishay (Max Reinhardt Seminar)
- 2012 Der goldene Drache, Regie: Iris Drögekamp (SWR)
- 2014 Die vier Himmelsrichtungen. Regie: Stefan Kanis (MDR)
- 2016 Diese Nacht wird alles anders - discoteca paraiso, Komposition und Regie: Klaus Buhlert (SWR)
- 2018 100 Songs, Regie: Leonhard Koppelmann (SWR)

Opernlibretto
- Das Gesicht im Spiegel, Musik von Jörg Widmann, UA: 17. Juli 2003, Bayerische Staatsoper
- Der goldene Drache, Musik von Péter Eötvös, UA: 29. Juni 2014, Oper Frankfurt (Bockenheimer Depot)
- Karl und Anna, Musik von Christoph Ehrenfellner, UA: 6. April 2024, Mainfranken Theater  Würzburg
- Echo 72. Israel in München, Musik von Michael Wertmüller, UA: 25. Januar 2025, Staatsoper Hannover

Essay
- Wie man über Theaterstücke schreibt (2009). In: Tagesspiegel. 19. April 2009 (archive.org).
- Roland Schimmelpfennig: Ja und Nein. Vorlesungen über Dramatik. Berlin: Theater der Zeit 2014
- The show can't go on. In Süddeutsche Zeitung, 24.3.2020

Vorträge
- 2009: Roland Schimmelpfennig: Ein Schwarm Vögel. Roland Schimmelpfennig preist Jürgen Gosch und Johannes Schütz zur Verleihung des Theaterpreises Berlin der Stiftung Preußische Seehandlung am 3. Mai 2009. In: Theater heute 50. Jg. (2009) H. 6, S. 36–39.

Regie
- Fisch um Fisch, Staatstheater Mainz, UA: 8. Mai 1999
- Die Ratte von Justine del Corte, Schauspielhaus Zürich, P: 19. Januar 2008
- Alice im Wunderland, Deutsches Theater Berlin, P: 29. November 2008
- Der Goldene Drache, Burgtheater Wien (Akademietheater), UA: 5. September 2009[3]
- Peggy Pickit sieht das Gesicht Gottes, Burgtheater Wien (Akademietheater), P: 19. Dezember 2010
- Vier Himmelsrichtungen, UA: 30. Juli 2011, Salzburger Landestheater, Salzburg im Rahmen der Salzburger Festspiele
- Das fliegende Kind, UA: 4. Februar 2012, Burgtheater Wien, Akademietheate
- Das Reich der Tiere, Burgtheater Wien (Akademietheater), OEA: 28. Februar 2014
- Die Straße der Ameisen, UA 2014, Teatro Llaurador, Havanna
- Spam, UA: 24. Mai 2014, Deutsches Schauspielhaus Hamburg
- Esta noche todo sera differente, UA 2016, Centro Brecht, Havanna
- Der Zinnsoldat und die Papiertänzerin, UA: 16. November 2019, Theater an der Parkaue
- Der halbe Mond, UA: 25.9.2020, Malmö Stadsteater

Roman
- An einem klaren, eiskalten Januarmorgen zu Beginn des 21. Jahrhunderts. S. Fischer, Frankfurt am Main 2016, ISBN 978-3-10-002470-1.
- Die Sprache des Regens, S. Fischer, Frankfurt am Main 2017, ISBN 978-3-10-397321-1.
- Die Linie zwischen Tag und Nacht, S. Fischer Verlag, Frankfurt am Main 2021. ISBN 978-3-10-397410-2.[8]

## Rezeption
Schimmelpfennig, der auch als Regisseur tätig ist, ist kein Vertreter des postdramatischen Theaters, sondern steht in der Tradition literarischer Dramatik: Für ihn bleibt somit der literarische Text der Ausgangspunkt und zentrale Referenzpunkt der Inszenierungen seiner Stücke. Aktuelle Untersuchungen zum Gesamtwerk Schimmelpfennigs stellen jedoch ebenfalls heraus, wie Schimmelpfennig die Muster des postdramatischen Theaters aufgreift und innovativ in seinen Dramen modifiziert. Seine Stücke gehören dramaturgisch deshalb zu den avancierten der Gegenwart, verzichten etwa auf feste Zuweisungen von Rolle und Schauspieler, sind meist collageartig strukturiert und enthalten regelmäßig surreale bzw. phantastische Momente. Schimmelpfennig hat eine eigene Form des erzählenden Theaters entwickelt, in dem Figuren ihre Rollen stetig überschreiten, um – an das Publikum adressiert – sich selbst zu beschreiben bzw. von sich zu berichten. Der Betrachter wird so immer neu in Distanz zum Spiel gesetzt, während ihm Schimmelpfennig zugleich über das Erzählte Gelegenheit zur emotionalen Beteiligung am Dargestellten ermöglicht.  Schimmelpfennig wird deshalb innerhalb der Literaturwissenschaft der narrativierenden Dramatik zugeordnet, die sich als innovative Form der Dramatik unter anderem durch eine radikale Potenzierung der Brechtschen Episierungstechniken auszeichnet.

## Ehrungen und Auszeichnungen
- 1997: Else-Lasker-Schüler-Preis für sein Stück Fisch um Fisch
- 1998: Fördergabe des Schiller-Gedächtnispreises von Baden-Württemberg
- 2002: Nestroy-Theaterpreis für das beste Stück (Push up 1 – 3)
- 2004: Hörspiel des Jahres für Für eine bessere Welt, Regie: Leonhard Koppelmann (HR)
- 2009: Nestroy-Theaterpreis für „das beste Stück“ (Besuch bei dem Vater)
- 2010: Else-Lasker-Schüler-Dramatikerpreis
- 2010: Mülheimer Dramatikerpreis für sein Stück Der goldene Drache in der Inszenierung des Wiener Burgtheaters
- 2012/13: 2. Saarbrücker Poetikdozentur für Dramatik an der Universität des Saarlandes
- 2023: Mülheimer KinderStückePreis für Das Märchen von der kleinen Meerjungfrau
- 2024: Theaterpreis Hamburg – Rolf Mares in der Kategorie Herausragender Text für Anthropolis am Deutschen Schauspielhaus